# León de la Torre
León de la Torre Krais (Washington, 7 de julio de 1969) es un abogado, funcionario y diplomático español.

## Biografía
Licenciado en Derecho y en Dirección de Empresas, ingresó en 1994 en la carrera diplomática. 
Ha estado destinado en las representaciones diplomáticas españolas en Ecuador y China. Fue consejero cultural en la embajada de España en Chile y en 2006 pasó a ocupar el puesto de jefe de Gabinete de la presidenta del Tribunal Constitucional. Fue director del Centro Cultural de España en Santiago.
Fue embajador de España en Nicaragua (junio de 2011); y embajador de la Unión Europea en Bolivia (septiembre de 2016 hasta agosto de 2020). Posteriormente ha sido nombrado embajador de la Unión Europea en Chile.
En 2024 pasó a ser director general de la Casa de América.